# Samoussy
Samoussy település Franciaországban, Aisne megyében. Lakosainak száma 387 fő (2022. január 1.). Samoussy Athies-sous-Laon, Barenton-Bugny, Chambry, Coucy-lès-Eppes, Eppes, Gizy, Marchais és Monceau-le-Waast községekkel határos.

## Népesség
A település népessége az elmúlt években az alábbi módon változott:
| Lakosok száma | 203  | 220  | 410  | 379  | 360  | 382  | 387  | 384  | 383  | 387  |
|               | 1968 | 1982 | 1990 | 2006 | 2013 | 2015 | 2017 | 2019 | 2020 | 2022 |